# Вільям Кей
Вільям Кей (англ. William Keay ; 17 лютого 1852, Глазго, Шотландія — 30 грудня 1921, там же) — шотландський футболіст і суддя. Перший арбітр, який судив офіційний міжнародний футбольний матч.

## Біографія
Уродженець Глазго був членом початкового складу команди «Квінз Парк». Перший відомий матч за його участю відбувся 24 вересня 1870 року: у зустрічі з клубом «Гамільтон Гімназіум» нападник відзначився забитим м'ячем. Остання відома поява Вільяма на полі відбулася 21 грудня 1872 рокув матчі проти команди «Вейл оф Левен». Нападник виступав за «Квінз Парк» до 1874 року, проте останніми роками він не був на провідних ролях у клубі через суддівську діяльність. Вільям не тільки грав за «павуків», а й був їх почесним скарбником.
Вільям також працював футбольним арбітром. 30 листопада 1872 року він судив перший офіційний міжнародний футбольний матч між національними збірними Шотландії та Англії. У цій зустрічі він також був заявлений як запасний гравець шотландської національної команди. Заснована в 1873 році Шотландська футбольна асоціація залучила Вільяма до суддівства змагань, що проводились під її егідою.
Колишній футболіст і суддя помер у рідному Глазго 30 грудня 1921 року.